# Gừa
Gừa hay còn gọi Si quả nhỏ, (danh pháp khoa học: Ficus microcarpa) là một loài thực vật có hoa trong họ Dâu tằm (Moraceae). Loài này được L.f. miêu tả khoa học đầu tiên năm 1782.

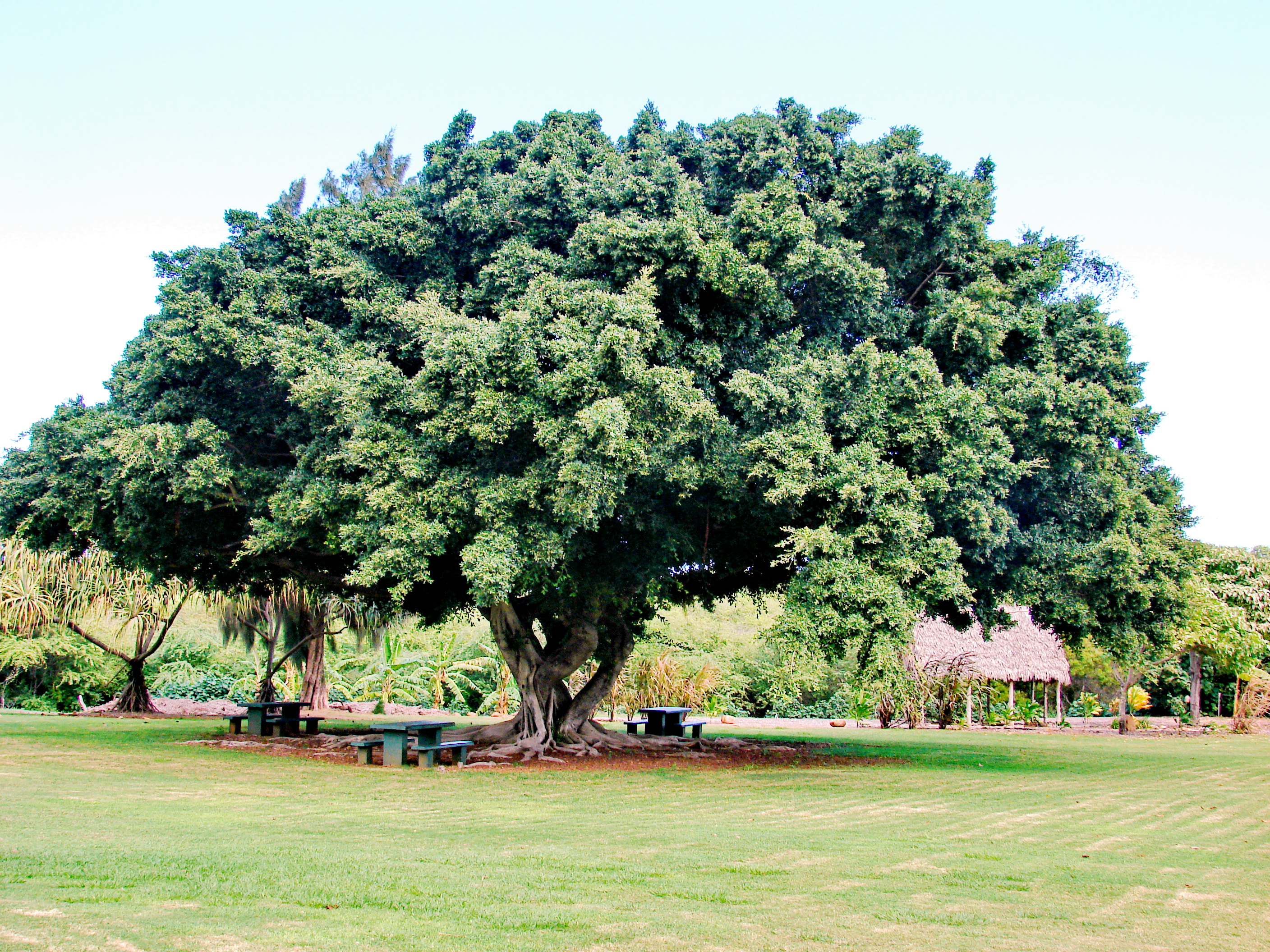
Cây gừa ở Vườn bách thảo Maui Nui, Maui

## Hình ảnh

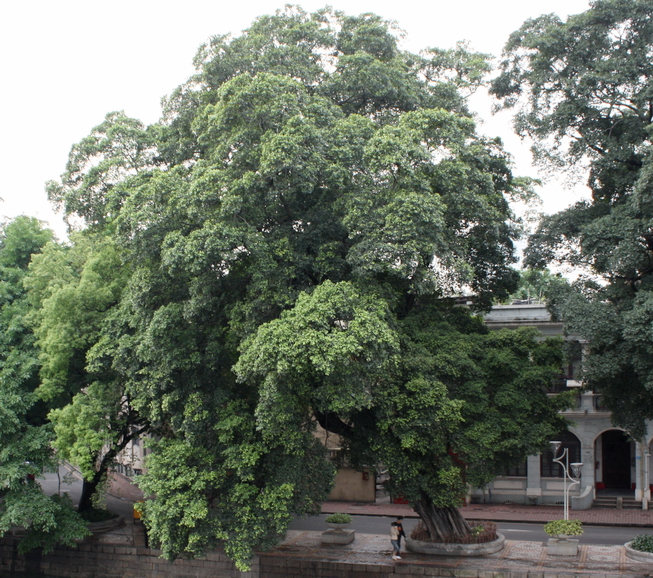
Một cây gừa lớn.
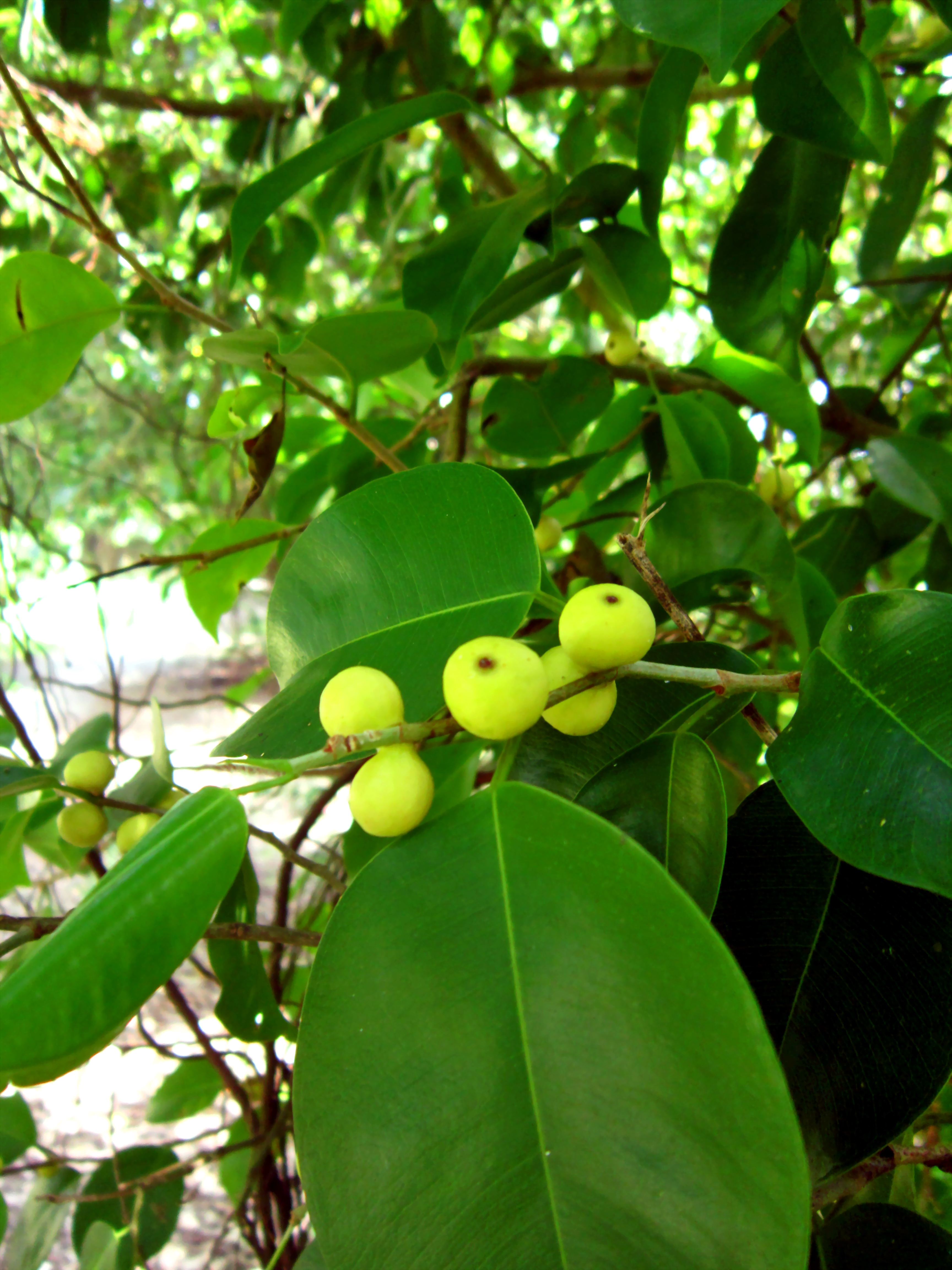
Lá và quả gừa.
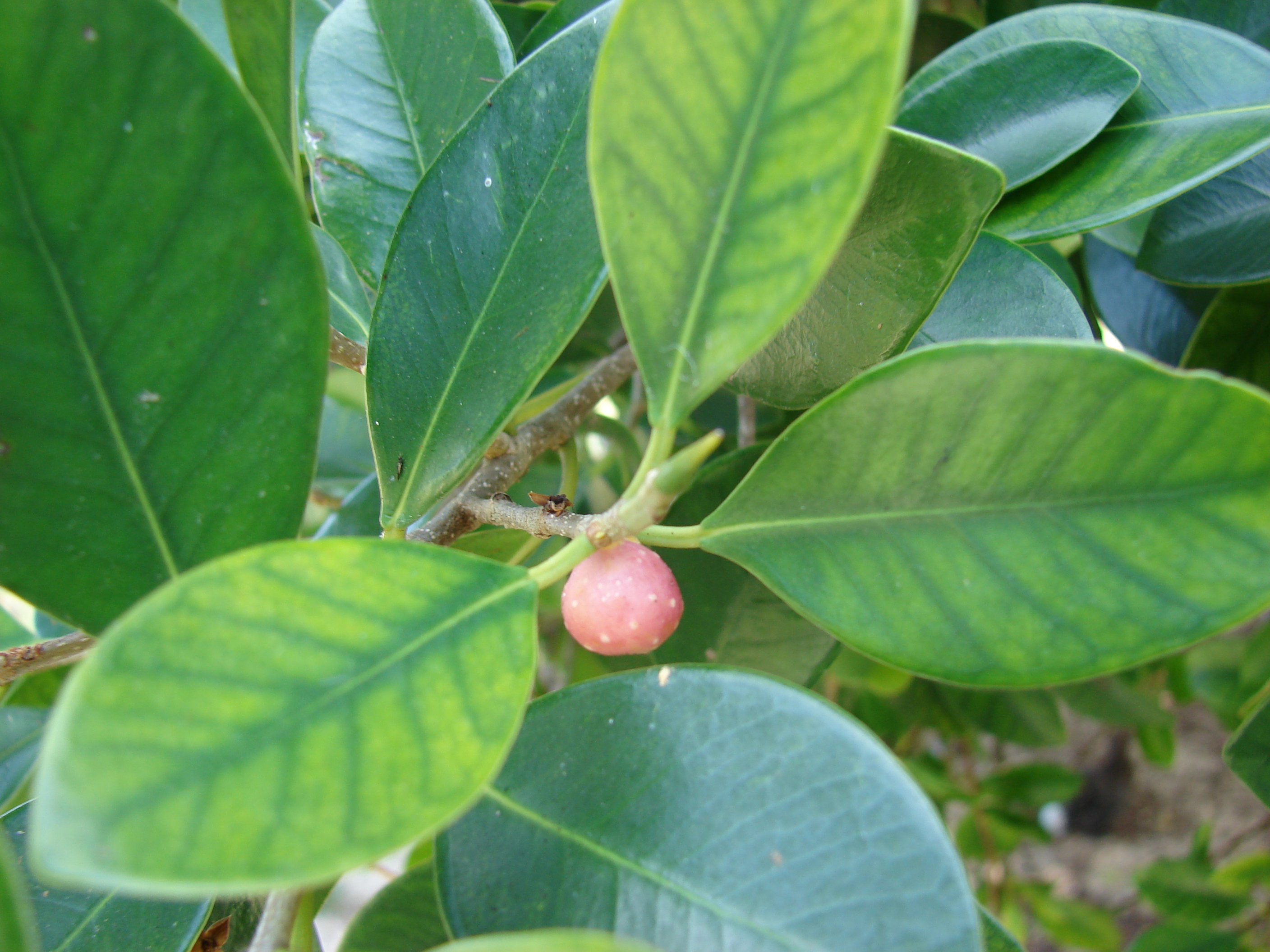
Lá và quả gừa
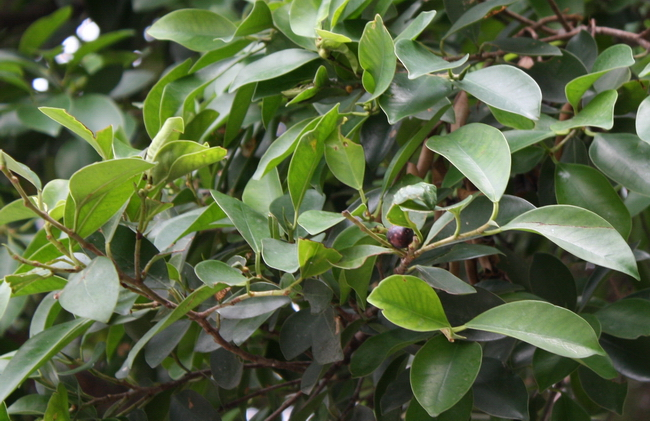
Lá gừa.
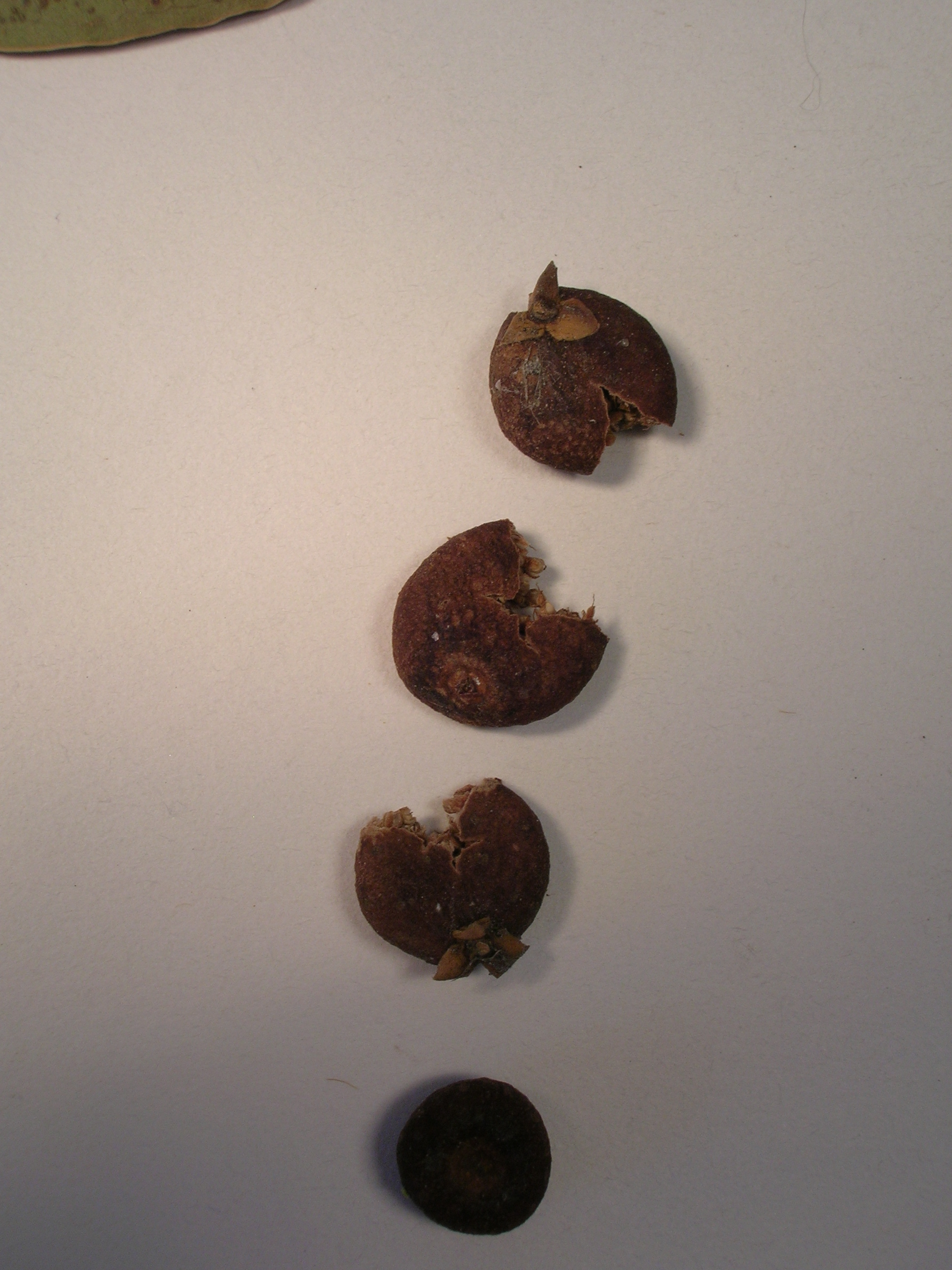
Quả khô
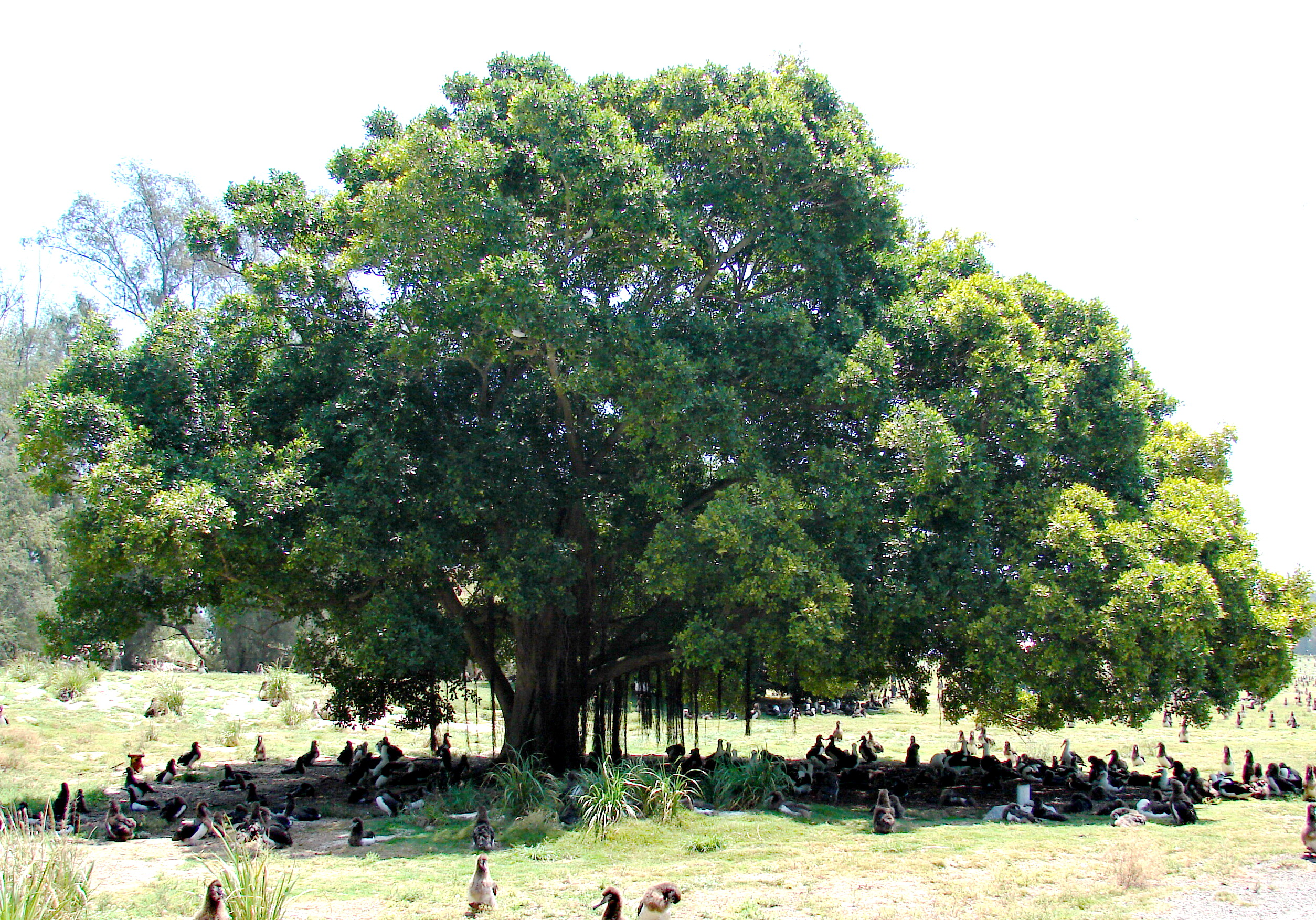
Cây gừa ở Rạn san hô vòng Midway